# Henry Wilson (rugbysta)
Henry Wilson (ur. 2 lutego 1869 w Hillend, zm. 16 grudnia 1945 w Christchurch) – nowozelandzki rugbysta, reprezentant kraju.
Przez sześć lat reprezentował region Canterbury przeważnie na pozycji obrońcy, choć grał i na skrzydle ataku. Gdy w 1893 roku New Zealand Rugby Football Union postanowił zorganizować tournée do Australii, Wilson przeniósł się do Wellington, by uzyskać szansę uczestniczenia w tej wyprawie, bowiem Canterbury nie było wówczas zrzeszone w ogólnokrajowym związku. Dołączył do Athletic Club i uczestniczył w sprawdzianach kadry narodowej. Otrzymawszy powołanie udał się z reprezentacją na serię jedenastu spotkań w Australii i wystąpił w siedmiu z nich.
Po powrocie do kraju został wybrany do zespołu Wellington, jednak nie zagrał w jego barwach, bowiem przed pierwszym meczem przeniósł się do Feilding. Mieszkał tam przez sześć tygodni, zdążył jednak wystąpić dla Marton Club w finale rozgrywek Manawatu Rugby Football Union, zagrał też dla tego regionu w ostatnim meczu tego sezonu. Powrócił następnie do Canterbury znajdując się w regionalnym zespole w 1894 roku, a po kolejnej przeprowadzce reprezentował Hawke’s Bay, zarówno w rugby, jak i krykiecie.
Był nauczycielem w Rangiora Borough School, pracował następnie w Colonial Bank i NZ Farmers Co-op Association.